# Maria-ommegang (Poperinge)
De Maria ommegang is een jaarlijks terugkerende processie in de West-Vlaamse stad Poperinge.

## Achtergrond
Na een periode van bloei stortte de economische activiteit van Poperinge in ten gevolge van de concurrentie van het nabijgelegen Ieper en andere politieke ontwikkelingen.
Tijdens deze crisissituatie vond in het jaar 1479 het mirakel van het doodgeboren kindje plaats. Dit kindje zou al zijn begraven, maar zou weer zijn opgegraven en enige tekenen van leven hebben vertoond, waarop het, in de nabijheid van een Mariabeeld, gedoopt kon worden (een voorwaarde om in de hemel te komen) waarna het weer stierf en in gewijde aarde werd begraven. Na kerkelijk onderzoek werd dit wonder in 1481 erkend en uit dankbaarheid werd een jaarlijkse processie georganiseerd. 

## Mariabeeld
Het bewuste Mariabeeld zou door een schipper in de Vleterbeek zijn gevonden. Hij bracht het achtereenvolgens naar de Sint-Bertinuskerk en de Onze-Lieve-Vrouwekerk, maar steeds was het beeld weer teruggekeerd naar de oever van de beek. Pas in de Sint-Janskerk bleef het beeld op zijn plaats. Het beeld zou in 1793 zijn gered, toen de Franse revolutionairen een vuur in de kerk aanmaakten dat vanzelf weer doofde. Daarna werd het beeld in een boerderij in veiligheid gebracht, totdat het wegens het Concordaat van 15 juli 1801 in 1802 weer veilig in de kerk geplaatst kon worden.

## Processie
De processie trekt jaarlijks, omstreeks de eerste week van juli, door de binnenstad van Poperinge. Er doen allerlei groepen mee aan de processie, welke episoden uit de geschiedenis van Poperinge, episoden uit de geschiedenis van het mirakel, en aspecten van de Mariaverering verbeeldt. Ook muziekgroepen maken deel uit van de optocht. 